# Eugraptoblemma pictalis
Eugraptoblemma pictalis är en fjärilsart som beskrevs av George Francis Hampson 1897. Eugraptoblemma pictalis ingår i släktet Eugraptoblemma och familjen nattflyn. Inga underarter finns listade i Catalogue of Life.